# 柯立倫
柯立倫（Nathan Cullen，1972年7月13日—），加拿大政治人物，2020年-24年間以卑詩新民主黨黨員身份擔任卑詩省議會斯提金選區議員，期間在省長賀謹和尹大衛內閣中先後任職土地及天然資源運作省務廳長、城鎮事務廳長、和水源土地及資源管理廳長兼專責漁業廳長。在此之前他曾活躍於加拿大聯邦政壇，2004年-19年間以加拿大新民主黨黨員身份擔任加拿大國會下議院斯基納—巴爾克利谷選區議員，曾於2012年競逐該黨黨魁職務，第41屆國會會期間先後出任下議院官方反對黨首席議員和官方反對黨財政評議員。

## 早年和個人生活
柯立倫於安大略省多倫多出生，中學畢業後到安省彼得堡的特倫特大學修讀國際發展和環境學，1994年從該校取得文學士學位。他於1990年代曾於中美和南美數國參與社區經濟發展項目，1998年則遷居卑詩省史密瑟斯，在當地營運顧問公司，專注於策略計劃和衝突和解。
他與妻子戴安娜·達爾（Diana Dahr）育有一對孿生子。

## 國會議員
柯立倫於2004年3月贏取加拿大新民主黨候選人資格，在來屆聯邦大選中代表該黨競逐國會下議院斯基納—巴爾克利谷選區議席。他於競選期間表態支持聯邦政府暫停離岸油氣鑽探，而他的論據亦受海達瓜依群島附近發生6.7級地震所惠及。他於同年6月聯邦大選中以1272票之差壓倒尋求連任的加拿大保守黨候選人伯頓（Andy Burton）首度晉身國會，而年屆31歲的柯立倫亦成為該屆國會中最年輕的新民主黨黨團成員。他在第38屆國會會期出任新民主黨的青年、人力資源及技能培訓、和環境評議員，2005年與其他下議院議員走訪西部省份，推廣將投票年齡降低至16歲的C-261號私人草案。
他於2006年聯邦大選中擊敗保守黨候選人史葛（Mike Scott）連任下議院議員，在第39屆國會會期留任新民主黨環境評議員。他於2006年4月在下議院引入C-307號私人草案，禁止在嬰兒和幼童用品中使用鄰苯二甲酸酯。該私人草案獲下議院通過，但呈交上議院後因該屆國會於2008年解散而未獲通過。保守黨政府後來採納該項建議，並於2009年6月引入新法規管六項鄰苯二甲酸酯。
柯立倫於2008年聯邦大選連任後，改任新民主黨的天然資源評議員，期間出任該黨的綠色經濟專案組主席。他又於下議院提出動議，禁止原油油輪在卑詩省北海岸對出航行。動議於2010年末以143票對138票通過，但不具約束力。他於2011年聯邦大選以55%得票率連任斯基納—巴爾克利谷選區議員，在第41屆國會中出任下議院資訊得取、私隱及道德常務委員會主席和官方反對黨天然資源助理評議員。

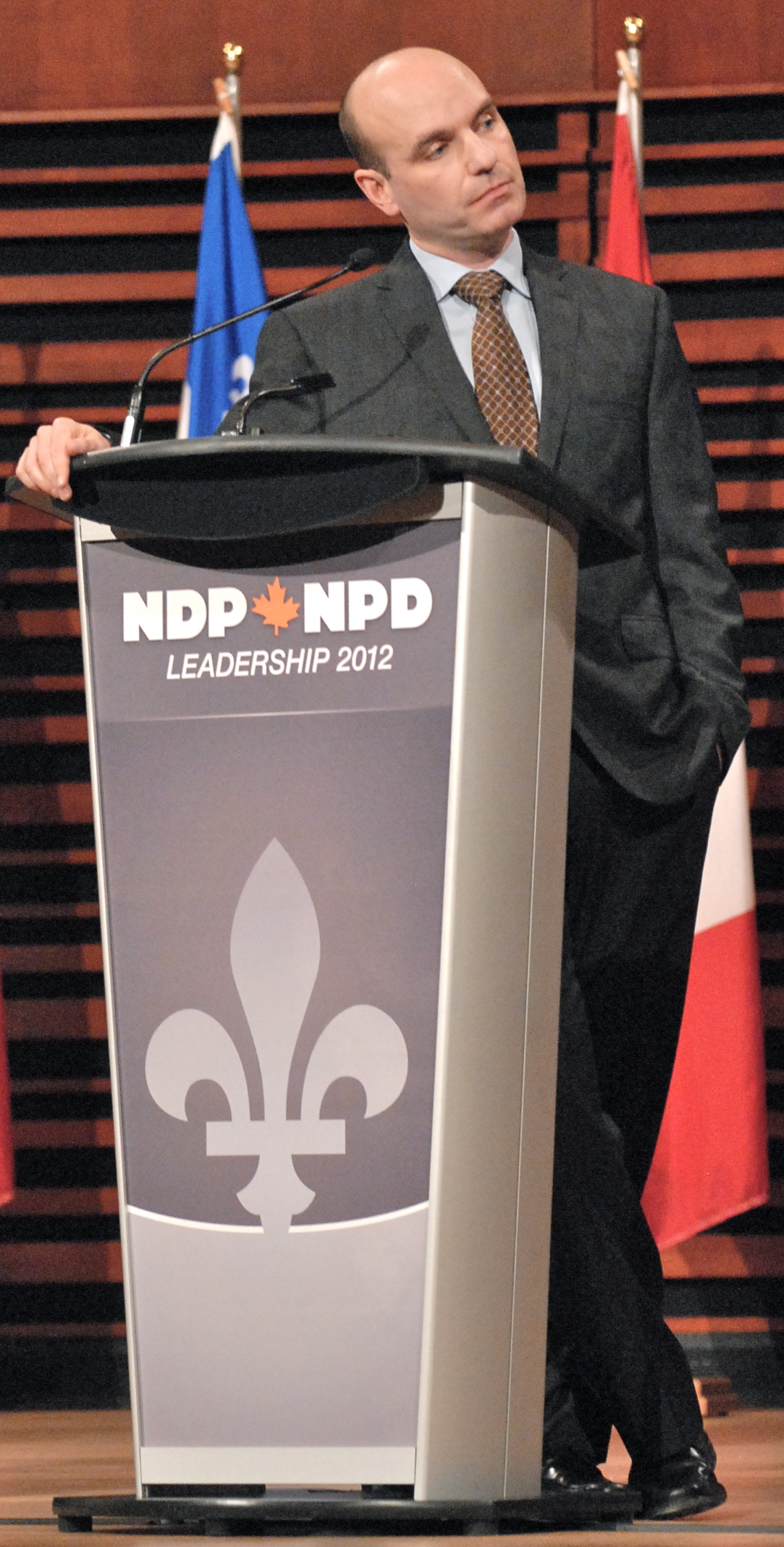
柯立倫於魁北克出席新民主黨黨魁選舉候選人辯論會（攝於2012年2月）

新民主黨黨魁林頓於2011年8月22日去世後，柯立倫於同年9月30日宣佈角逐黨魁職位。他表示發展經濟和保護環境並非二擇其一，且可透過發展綠色經濟來平衡各方利益。他亦倡議建立全國公共交通策略，以及就選舉制度改革進行公投（他本人支持德國和紐西蘭採用的聯立制）。在2012年3月24日舉行的黨魁選舉中，柯立倫在第三輪投票以24.6%得票率排行第三，落後予托普（Brian Topp）和唐民凱而被淘汰出局。唐民凱最終當選黨魁，並委派柯立倫出任下議院官方反對黨首席議員。2014年3月，柯立倫改任官方反對黨財政評議員。
2015年聯邦大選，柯立倫連任下議員，並獲任為新民主黨的環境及氣候變化、以及民主改革評議員。新民主黨於該屆大選失利，較選前流失51席並失去官方反對黨地位，再度成為國會第三大黨。2016年4月新民主黨代表大會中，52%黨代表投票通過在兩年內選出新黨魁，唐民凱遂告下台。柯立倫被視為黨魁熱門人選之一，但他於2016年6月表示無意再度競逐該職。
他於2019年3月表示不會在同年聯邦大選中尋求連任，但亦不排除日後轉往卑詩省級政壇發展。

## 轉戰省政
2020年卑詩省省選，柯立倫代表卑詩新民主黨競逐省議會斯提金選區（Stikine）議席，並以51.7%得票率當選該區省議員。新民主黨在該屆省選贏取多數政府，而柯立倫則獲省長賀謹任命為土地及天然資源運作省務廳長，2022年2月則改任城鎮事務廳長。尹大衛接替賀謹出任省長後，於2022年12月7日委派柯立倫出任水源、土地及資源管理廳長兼專責漁業廳長。
斯提金選區在2024年省選改稱巴爾克利谷—斯提金選區，柯立倫在該區尋求連任但敗予卑詩保守黨候選人哈特威爾（Sharon Hartwell）。

## 外部連結
- （英文）加拿大國會網站 柯立倫議員簡介 （页面存档备份，存于）
- （英文）卑詩省議會網站 柯立倫議員簡介 （页面存档备份，存于）